# Мисник Павло Олексійович
Павло Олексійович Ми́сник (12 лютого 1943, село Камка Корюківського району Чернігівської області — 26 січня 2017) — український політик і громадський діяч. Народний депутат України 1-го скликання. Почесний голова ради товариства «Чернігівське земляцтво» у місті Києві.

## Життєпис
Народився в родині селян, українець.
У 1959—1962 р. — механізатор колгоспу села Рибинськ Корюківського району Чернігівської області. У 1962—1965 р. — служба в Радянській армії. У 1965—1966 р. — слюсар Чернігівського комбінату «Хімволокно».
Член КПРС з 1966 року.
У 1966—1969 р. — студент Ніжинського державного педагогічного інституту імені Гоголя.
У 1969—1972 р. — лектор, завідувач відділу студентської, шкільної молоді та піонерів Чернігівського обласного комітету ЛКСМУ.
У 1971 році закінчив Ніжинський державний педагогічний інститут імені М. В. Гоголя, вчитель біології і хімії.
У 1972—1977 р. — вчитель, заступник директора, директор восьмирічної школи села Піски Чернігівської області.
З 1977 року — секретар партійного комітету КПУ, голова колгоспу в Чернігівській області.
У 1981 році закінчив Українську сільськогосподарську академію, вчений агроном.
У 1984—1985 р. — секретар, 2-й секретар Чернігівського районного комітету КПУ Чернігівської області. У 1985—1988 р. — 1-й секретар Новгород-Сіверського районного комітету КПУ Чернігівської області.
У квітні — грудні 1988 року — завідувач відділу організаційно-партійної роботи Чернігівського обласного комітету КПУ.
У грудні 1988—1991 р. — 2-й секретар Чернігівського обласного комітету КПУ.
Народний депутат України 12(1) скликання з 4 березня 1990 року (1-й тур 61,83 % голосів, 2 претенденти), Новгород-Сіверський виборчий округ N 446, Чернігівської області. Висунутий кандидатом у Народні депутати трудовими колективами колгоспів «13-тий Жовтень», «Комуніст», «Нове життя», радгоспу «Комунар», Новгород-Сіверського р-ону, заводоуправління будматеріалів, райспоживспілки, колгоспів «Шлях Леніна», «Рассвет», Семенівського р-ону, колгоспу «Зоря», Корюківського р-ону.
Входив до групи «Аграрники». Голова підкомісії з військових питань та цивільної оборони, Комісії ВР України з питань оборони і державної безпеки.
У травні 1993 — серпні 1996 р. — голова Державного комітету України з питань державних секретів. У серпні 1996 — квітні 1999 р. — голова Державного комітету України з питань державних секретів і технічного захисту інформації.
У квітні 1999—2004 р. — генеральний консул України в місті Тюмень Російської Федерації.
Державний службовець 1-го ранґу (.04.1994). 

## Громадська діяльність
Стояв біля витоків земляцького руху в незалежній Україні. 22 березня 1996 був обраний головою
ради товариства «Чернігівське земляцтво» у місті Києві. З 1999 року і донині — Почесний голова Ради.